# Кубок Мальдівів з футболу 2022
Кубок Мальдівів з футболу 2022 — 31-й розіграш кубкового футбольного турніру на Мальдівах. Титул володаря кубка втретє здобула Мазія.

## Календар
| Раунд               | Дата              | Матчі | Клуби |
| ------------------- | ----------------- | ----- | ----- |
| Перший раунд        | 12 серпня 2022    | 1     | 9 → 8 |
| 1/4 фіналу          | 12-15 серпня 2022 | 4     | 8 → 4 |
| 1/2 фіналу          | 18 серпня 2022    | 2     | 4 → 2 |
| Матч за третє місце | 21 серпня 2022    |       |       |
| Фінал               | 21 серпня 2022    | 1     | 2 → 1 |

## Перший раунд
| Команда 1            | Рахунок | Команда 2 |
| -------------------- | ------- | --------- |
| 12 серпня 2022       |         |           |
| Супер Юнайтед Спортс | 10:0    | Бісс Буру |

## 1/4 фіналу
| Команда 1      | Рахунок      | Команда 2            |
| -------------- | ------------ | -------------------- |
| 12 серпня 2022 |              |                      |
| Мазія          | 3:1          | Юнайтед Вікторі      |
| 13 серпня 2022 |              |                      |
| Грін Стрітс    | 1:1 пен. 4:3 | ТК Спортс Клуб       |
| Валенсія       | 2:1          | Да Гранде            |
| 15 серпня 2022 |              |                      |
| Іглс           | 2:2 пен. 6:7 | Супер Юнайтед Спортс |

## 1/2 фіналу
| Команда 1      | Рахунок      | Команда 2            |
| -------------- | ------------ | -------------------- |
| 18 серпня 2022 |              |                      |
| Мазія          | 3:1 дч       | Грін Стрітс          |
| Валенсія       | 1:1 пен. 5:4 | Супер Юнайтед Спортс |

## Матч за третє місце
| Команда 1      | Рахунок | Команда 2            |
| -------------- | ------- | -------------------- |
| 21 серпня 2022 |         |                      |
| Грін Стрітс    | +:-     | Супер Юнайтед Спортс |

## Фінал
| Команда 1      | Рахунок | Команда 2 |
| -------------- | ------- | --------- |
| 21 серпня 2022 |         |           |
| Мазія          | 2:0     | Валенсія  |